# Hadita (distrito)
Hadita (em árabe: قضاء حديثة) é um distrito da província de Ambar, no Iraque. A sua capital é Hadita.